# Bric a Brac
Los Bric a Brac fue un supergrupo chileno de pop rock formado en 1966, y que logró una significativa popularidad durante la segunda mitad de los años 1960, hasta su posterior disolución en 1971.

## Historia
Formada en 1966, Bric a Brac estuvo compuesta desde sus inicios por experimentados cantantes y músicos, con exitosas carreras musicales en anteriores conjuntos musicales: Carlos Alfonso Lastarria y Horacio Pérez eran exintegrantes de la banda Los Satélites fueron los miembros originales y fundadores de la banda. Antonio Zabaleta era exintegrante de la banda Los Red Juniors, Paz Undurraga era exintegrante de la banda Las Cuatro Brujas, y Luis Urquidi era exintegrante y fundador de la banda neofolclórica Los Cuatro Cuartos. Luis Urquidi y Paz Undurraga estaban casados desde 1965.
En un principio la banda orientó las letras de sus canciones hacia la reflexión acerca de los cambios sociales que acontecían en aquella época, siendo un claro ejemplo su primer álbum liberado, Los bric a brac. En este álbum destacan sencillos como Sácale las balas a tu fusil y Alma joven, el primero con letras antibelicistas original del dueto argentino Bárbara y Dick. También destaca el sencillo Nunca jamás, que determinó la participación de la banda en el Festival de Viña del Mar en 1968 y 1969. Ese mismo año la banda consolidó su popularidad en el territorio chileno mediante la realización de una gira nacional, y que daría paso a una posterior gira promocional en Perú y Puerto Rico. Para finalizar el año 1968, la banda libera su segundo álbum, titulado Nuestro Show.
Al año siguiente y tras la partida del guitarrista Miguel Zabaleta a Canadá, éste es reemplazado por Leslie Murray, proveniente de la banda Almandina. Por su parte Carlos Alfonso Lastarria también se decide retirar de la banda, siendo reemplazado por Julio Urbina. Con esta nueva formación la banda graba sus últimos sencillos, El sol me quema las manos y Por tu camino.
La banda se separa en 1971, producto de la politización de la banda, y la separación matrimonial entre Luis Urquidi y Paz Undurraga.

## Integrantes
- Carlos Alfonso Lastarria - voz, solista, órgano y piano.
- Antonio Zabaleta - tenor, guitarra acústica y bajo.

- Luis Urquidi - voz, solista, piano y percusión.
- Paz Undurraga - alto
- Horacio Pérez Walker - batería

### Otros integrantes
- Leslie Murray - voz y guitarra eléctrica.
- Orlando Avendaño - batería
- Miguel Zabaleta - voz y guitarra eléctrica
- Fernando Bermúdez - batería
- Julio Urbina - voz y órgano

## Discografía
- 1967 - Los bric a brac

1. Te Prometo Cambiar
2. Alma Joven
3. Calla Tu Pena
4. Sacale Las Balas A Tu Fusil
5. Cuando Te Fuiste
6. Nunca Jamás
7. Vamos Americanos
8. Mami
9. Cuando Muere El Sol
10. A Tu Lado

- 1968 - Nuestro show

1. Todo Lo Que Tu Eres
2. Chamullo Tropical
3. Mi Abuela Bailo Sirilla
4. Porompomero
5. Alma Joven
6. Guantanamera
7. Todo Lo Que Tu Eres
8. Mas
9. Chamullo Tropical
10. Más que nada
11. Creo
12. La Gorda
13. Cuando Calienta El Sol
14. Guantanamera
15. Mas

- 1968 - 1969 -  Singles

1. No Te Olvidaré
2. Lenta Cae La Nieve
3. Quiero
4. Todo Lo Que Tu Eres
5. Pasan Sin Mirar
6. Por Una Mujer
7. Acariciar Tu Pelo
8. Llora
9. Y Te Sigo Queriendo
10. La Ciudad
11. El Sol Me Quema Las Manos
12. Por Tu Camino